# Le Jour (France)
Le Jour est un quotidien français fondé le 3 octobre 1933 par Léon Bailby, ancien directeur  de L’Intransigeant jusqu'en décembre 1932. Très marqué à droite, le journal est favorable aux dictatures de Franco et de Mussolini ainsi qu'aux accords de Munich.

## Histoire
C'est un quotidien du matin, installé luxueusement au 91, avenue des Champs Élysées. Son premier numéro paraît le 3 octobre 1933. Y collaborent Henry Bordeaux, Xavier de Magallon, Edmond Jaloux, François Mauriac, plus irrégulièrement. 
Les débuts du quotidien sont difficiles et les rédacteurs en chef valsent : Louis Thomas, Jean Prévost, anciens de L'Intran, Jules Haag. Bailby est secondé par deux rédacteurs en chef, Jules Haag et Jacques Henri Lefebvre, puis Haag et Jules Casadesus.
C'est l'affaire Stavisky et ses suites (affaire du conseiller Prince, commission d'enquête) qui font le succès du journal. Le Jour s'en prend aux francs-maçons et aux politiciens corrompus, à Eugène Frot, Camille Chautemps et Édouard Daladier.
Bailby et son journal voient avec sympathie l'Italie fasciste de Mussolini, mais Bailby estime que le modèle fasciste n'est pas souhaitable en France. À l'instar des autres journaux de droite, le journal milite contre les sanctions infligées par la Société des Nations à l'Italie après l'invasion de l'Éthiopie, et donne un assez large écho au Manifeste des intellectuels français pour la défense de l'Occident et la paix en Europe. Dans ses premières années, le journal est germanophobe et antinazi. L'ancien maurrassien Georges Dumézil (sous le pseudonyme de Georges Marcenay) est le chroniqueur chargé de la politique étrangère, du 3 octobre 1933 à novembre 1935. Ses articles sont à la fois anticommunistes et antiallemands, attentifs au réarmement de l'Allemagne et exhortant à la fermeté contre la menace allemande.
Bailby et son journal sont hostiles au Front populaire. En 1937, il participe à la campagne de presse attaquant le colonel de La Rocque, après l'avoir soutenu. Ce dernier est alors accusé par ses adversaires d'avoir été financé au temps des Croix-de-Feu par les fonds secrets des gouvernements d'André Tardieu et Pierre Laval,,. C'est que La Rocque a racheté cette année-là Le Petit journal, un quotidien du matin concurrent du Jour. 
Léon Bailby rachète L’Écho de Paris en 1938 et fusionne les deux titres le 28 mars pour former Le Jour-Écho de Paris. En septembre 1939, il vend son journal à l'industriel Jacques Lemaigre Dubreuil. Il reste un temps à son poste de directeur avant d'attaquer en justice le nouveau propriétaire,.